# Part 8 (Twin Peaks)
"Part 8" é o oitavo episódio da da série revivida Twin Peaks. Foi escrito por Mark Frost e David Lynch, e foi dirigido por Lynch. O episódio "Part 8" foi transmitido originalmente em 25 de junho de 2017 pela Showtime e teve uma audiência de 278,000 telespectadores nos Estados Unidos. O episódio foi composto de longas cenas surreais, com muito pouco diálogo, recebendo aclamação da crítica.

## Enredo

### Segundo plano
A pequena cidade de Twin Peaks, em Washington, ficou chocada com o assassinato da aluna Laura Palmer (Sheryl Lee) e a tentativa de assassinato de sua amiga Ronette Pulaski (Phoebe Augustine). O agente especial do FBI, Dale Cooper (Kyle MacLachlan) foi enviado à cidade para investigar  e chegou à conclusão de que o assassino era o pai de Laura, Leland Palmer (Ray Wise), que atuou enquanto possuía uma entidade demoníaca—Killer BOB (Frank Silva). No final da série original, Cooper foi preso no Black Lodge, um lugar extra-dimensional, por BOB, que soltou o Doppelgänger de Cooper para usá-lo como seu acesso físico ao mundo. Vinte e cinco anos após os eventos, Cooper consegue escapar do Lodge viajando por um portal entre mundos; durante este processo, Cooper deveria substituir o doppelgänger (agora conhecido como o Mr. C), mas em vez disso ele substitui o segundo doppelgänger (conhecido como Dougie Jones), fabricado pela primeira como um bode expiatório para o intercâmbio. Mr. C, exausto do processo, trava seu carro e se expõe, permitindo que a polícia o capture; na estação, ele usa a informação em sua posse para chantagear Warden Murphy (James Morrison) para libertar ele e seu parceiro, Ray Monroe (George Griffith).

### Eventos
Ray Monroe dispara do doppelgänger de Cooper depois dele exigir informações de Ray. Os homens fantasmas rasgam seu corpo, revelando um saco com o rosto de Killer BOB. Ray foge, deixando Phillip Jeffries uma mensagem dizendo que o doppelgänger pode ter sobrevivido. Mais tarde, o doppelgänger desperta.
Em 1945, mo Novo México, a primeira bomba atômica é detonada. Uma loja de conveniência é ocupada por homens fantasmas. Flutuando em um vazio, o experimento emite um fluxo de fluido; um glóbulo manifesta o rosto de BOB. Em um prédio acima de um mar roxo, ??????? observa a detonação, a loja de conveniência e BOB. Ele levita, uma luz que emana de sua cabeça. Señorita Dido entra, e uma esfera com o rosto de Laura Palmer dentro flutua até ela. Ela envia a esfera à terra.
Em 1956, no Novo México, uma criatura nasce de um ovo. Um woodsman desce para o chão, depois entra numa estação de rádio e mata a recepcionista. Dominando o discotecário, ele transmite repetidamente as palavras: "Essa é a água e esse é o poço. Beba tudo e desça. O cavalo é o branco dos olhos e o escuro dentro deles", tornando os ouvintes inconscientes. A criatura entra no quarto de uma garota inconsciente e desce por sua garganta. O Woodsman mata o discotecário e sai.

## Produção

### Músicas
Quase todos os episódios da série Twin Peaks de 2017 apresentaram uma performance ao vivo de várias bandas no Roadhouse. Neste episódio, a banda de rock americana Nine Inch Nails tocou "She's Gone Away". O líder da Nine Inch Nails, Trent Reznor, já havia colaborado com Lynch na trilha sonora de Lost Highway e Lynch havia dirigido o videoclipe para a música da Nine Inch Nails, "Came Back Haunted". Além disso, a música "My Prayer" dos The Platters é usada no episódio. A sequência da bomba atômica é sublinhada pela composição musical Lástima às Vítimas de Hiroshima, por Krzysztof Penderecki.

## Recepção
"Part 8" recebeu aclamação da crítica. No Rotten Tomatoes, o episódio recebeu uma classificação de 100% com uma pontuação média de 8,67 de 10 com base em 22 avaliações. Escrevendo para o IndieWire, Liz Shannon Miller deu ao episódio um "B" expressando decepção com os efeitos especiais "perturbadoramente retros" na sequência de abertura e chamando a sequência da Experiência Trinity de "besteiras lindas" ao chamar as cenas com a Señorita Dido e ?????? de "cativante". Ela finalmente chamou o episódio "verdadeiramente polarizador" e "um que desafia os espectadores a apreciar sua beleza, mesmo que não entendamos isso. Onde quer que você vá, há uma coisa que não pode ser discutida: você nunca viu isso antes na televisão."
Noel Murray, do New York Times, deu ao episódio uma revisão positiva, fazendo comparações favoráveis com a sequência final de Stanley Kubrick 2001: Uma Odisseia no Espaço e Sob a Pele de Jonathan Glazer, em última análise, chamou o episódio "fenomenal". Em sua recapitulação para o Entertainment Weekly, Jeff Jensen chamou a Parte 8 de "uma onda rápida de puro WTF."
Em sua revisão positiva do episódio, Emily L. Stephens, do The A.V. Club, deu ao episódio um "A" afirmando que ela talvez não estivesse tão impressionada com isso, se não fosse tomada como um filme experimental discreto de 1 hora, mas "ambos como um pedaço da história por trás de Twin Peaks e como um episódio de Televisão, "The Return, Part 8" é tão inesperado, tão chocante, tão emocionante quanto qualquer coisa [que ela] já tenha visto."